# Молин Ејкерс (Мисури)
Молин Ејкерс (енгл. Moline Acres) град је у америчкој савезној држави Мисури.

## Демографија
По попису из 2010. године број становника је 2.442, што је 220 (-8,3%) становника мање него 2000. године.
| Група             | 2000.         | 2010.         |
| Белци             | 322 (12,1%)   | 152 (6,2%)    |
| Афроамериканци    | 2.277 (85,5%) | 2.249 (92,1%) |
| Азијати           | 7 (0,3%)      | 1 (0,0%)      |
| Хиспаноамериканци | 8 (0,3%)      | 19 (0,8%)     |
| Укупно            | 2.662         | 2.442         |